# Atheta confusa
Atheta confusa är en skalbaggsart som först beskrevs av Johann Christian Friedrich Märkel 1844.  Atheta confusa ingår i släktet Atheta, och familjen kortvingar. Enligt den svenska rödlistan är arten nära hotad i Sverige. Arten förekommer i Götaland, Gotland, Öland och Svealand. Artens livsmiljö är skogslandskap, jordbrukslandskap.